# Alamo (Dakota del Nord)
Alamo és una població dels Estats Units a l'estat de Dakota del Nord. Segons el cens del 2000 tenia 51 habitants.

## Demografia
Segons el cens del 2000, Alamo tenia 51 habitants, 25 habitatges, i 18 famílies. La densitat de població era de 36,5 hab./km².
Dels 25 habitatges en un 16% hi vivien nens de menys de 18 anys, en un 64% hi vivien parelles casades, en un 8% dones solteres, i en un 28% no eren unitats familiars. En el 28% dels habitatges hi vivien persones soles el 4% de les quals corresponia a persones de 65 anys o més que vivien soles. El nombre mitjà de persones vivint en cada habitatge era de 2,04 i el nombre mitjà de persones que vivien en cada família era de 2,44.
Per edats la població es repartia de la següent manera: un 9,8% tenia menys de 18 anys, un 5,9% entre 18 i 24, un 13,7% entre 25 i 44, un 41,2% de 45 a 60 i un 29,4% 65 anys o més.
L'edat mediana era de 50 anys. Per cada 100 dones de 18 o més anys hi havia 109,1 homes.
La renda mediana per habitatge era de 27.917 $ i la renda mediana per família de 29.792 $. Els homes tenien una renda mediana de 30.000 $ mentre que les dones 11.667 $. La renda per capita de la població era de 17.138 $. Entorn del 5,9% de les famílies i el 10,4% de la població estaven per davall del llindar de pobresa.

## Poblacions més properes
El següent diagrama mostra les poblacions més properes.